# Okonek
Okonek é um município da Polônia, na voivodia da Grande Polônia e no condado de Złotów. Estende-se por uma área de 6,01 km², com 3 983 habitantes, segundo os censos de 2016, com uma densidade de 662,7 hab/km².